# 亚瑟·M·赛克勒
亚瑟·米切尔·赛克勒 （英語：Arthur Mitchell Sackler，1913年8月22日—1987年5月26日）是一位美国精神科医生，企业家和艺术品收藏家。

## 生平
1913年出生于纽约市布鲁克林一个犹太家庭，父母是第一次世界大战前从波兰和乌克兰移民来到美国纽约，他是三兄弟的大哥。后毕业于纽约大学医学院。期间还在教育联盟学习过雕塑，在库伯联盟学院学习过艺术史课程。毕业后进入精神医学中心任职，1940年代开始热衷收集艺术品，其中大量的中国艺术收藏品捐献给史密森尼学会。1950年至1962年担任医学期刊编辑，1952年和两位弟弟接手普渡制药公司，曾经因其公司医药营销方式以及产品存在药物上瘾问题而遭遇多次诉讼。1965年成立自己基金会，1987年以他名字命名的美术馆亚瑟·M·赛克勒美术馆建成开馆。1986年9月8日与北京大学时任校长丁石孙签订意向书，承诺捐献自己收藏的部分中国文物以建立一座考古博物馆，1993年5月23日北京大学赛克勒考古与艺术博物馆建成开馆。
1987年5月26日在美国逝世，享年73岁。